# 21 mars en sport
21 février 21 avril
Chronologies thématiques
- Croisades
- Ferroviaires
- Disney

Le 21 mars (80e jour de l'année ou 81e en cas d'année bissextile) en sport.

## Événements

### XIXesiècle
- 1874 :
  - (Football) : à Glasgow (Hampden Park), finale de la première édition de la Coupe d'Écosse. Queen's Park s'impose 2-0 face à Clydesdale devant 3 000 spectateurs.
- 1885 :
  - (Football) : à Londres (Kennington Oval), l'Écosse et l'Angleterre se séparent sur un match nul 1-1 devant 8 000 spectateurs.
- 1887 :
  - (Football) : à Wrexham (Racecourse Ground), l'Écosse s'impose 0-2 face au Pays de Galles devant 4 000 spectateurs. L'Écosse remporte la 4e édition du British Championship.
- 1888 :
  - (Cyclisme) : l’Écossais John Boyd Dunlop invente le pneu qui s’adapte sur les vélos puis sur les autos.
- 1899 :
  - (Sport automobile) : course automobile Nice-La Castellane-Nice. Georges Lemaître s’impose sur une Peugeot. (19 participants).

### XXesièclede1901à1950
- 1926 :
  - (Automobile) : à Southport, Henry Segrave établi un nouveau record de vitesse terrestre : 245,10 km/h.

### XXesièclede1951à2000
- 1982 :
  - (Formule 1) : Grand Prix automobile du Brésil.
- 1998 :
  - (Athlétisme) : Emma George porte le record du monde du saut à la perche féminin à 4,59 mètres.
- 1999 :
  - (Football) : Tottenham Hotspur FC remporte la Coupe de la Ligue anglaise en s'imposant 1-0 en finale face à Leicester City FC.

### XXIesiècle
- 2004 :
  - (Formule 1) : Grand Prix automobile de Malaisie.
- 2006 :
  - (Natation) : à Melbourne, lors de l'ultime journée des épreuves de natation des jeux du Commonwealth, le relais australien, composé de Sophie Edington, Leisel Jones, Jessicah Schipper et Lisbeth Lenton, bat le record du monde du 4 × 100 m 4 nages en 3 min 56 s 30
- 2008 :
  - (Natation) : à Eindhoven, (Pays-Bas), la ville de Pieter van den Hoogenband, le Français Alain Bernard bat, en demi-finale des Championnats d'Europe, le record du monde du 100 m nage libre en 47 s 60, soit 24 centièmes de mieux que le Néerlandais.
- 2013 :
  - (Hockey sur glace) : à Raleigh, (Caroline du Nord, États-Unis), Martin Brodeur, codétenteur du record du nombre de buts marqués par un gardien en Ligue nationale de hockey inscrit son 3e but en carrière devenant seul détenteur du record.

## Naissances

### XIXesiècle
- 1850 :
  - - John Hawley Edwards, footballeur anglais et gallois. (1 sélection avec l'équipe du pays de Galles). († 14 janvier 1893).
- 1874 :
  -  Hubert Le Blon, pilote de courses automobile puis aviateur français. († 2 avril 1910).
  -  Alfred Tysoe, athlète de fond et demi-fond britannique. Champion olympique du 800 m et du 5 000 m par équipes aux Jeux de Paris 1900. († 26 octobre 1901).
- 1876 :
  -  John Tewksbury, athlète de sprint et de haies américain. Champion olympique du 200 m et du 400 m haies puis médaillé d'argent du 60 m et du 100 m puis médaillé de bronze du 200 m haies aux Jeux de Paris 1900. († 25 avril 1968).
- 1877 :
  -  Maurice Farman, pilote de courses automobile français. († 25 février 1964).
- 1879 :
  -  Josef Steinbach, haltérophile autrichien. († 15 janvier 1937).
- 1890 :
  -  Lloyd Cook, hockeyeur sur glace canadien. († 9 octobre 1964).
- 1894 :
  -  Andrew White, joueur de rugby néo-zélandais. (4 sélections en équipe nationale). († 3 août 1968).

### XXesièclede1901à1950
- 1913 :
  -  George Abecassis, pilote de courses automobile britannique. († 18 décembre 1991).
- 1914 :
  -  Michel Frutoso, footballeur français. (1 sélection en équipe de France). († 12 janvier 2003).
- 1921 :
  -  Francisco Godia Sales, pilote de courses automobile espagnol. († 28 novembre 1990).
  -  Jair, footballeur puis entraîneur brésilien. Vainqueur de la Copa America 1949. (39 sélections en équipe nationale). († 28 juillet 2005).
- 1925 :
  -  Hugo Koblet, cycliste sur route suisse. Vainqueur du Tour d'Italie 1950, du Tour de Suisse 1950, 1953 et 1955, du Tour de France 1951 et du Tour de Romandie 1953. († 6 novembre 1964).
- 1935 :
  -  Brian Clough, footballeur puis entraîneur anglais. Vainqueur des Coupe des clubs champions 1979 et 1980. (2 sélections en équipe nationale). († 20 septembre 2004).
- 1937 :
  -  François Bonlieu, skieur alpin français. Champion olympique du géant aux Jeux d'Innsbruck 1964. († 18 août 1973).
- 1943 :
  -  Antal Dunai, footballeur puis entraîneur hongrois. (32 sélections en équipe nationale).
- 1949 :
  -  Keiichi Suzuki, pilote de courses automobile japonais.

### XXesièclede1951à2000
- 1955 :
  - - Philippe Troussier, footballeur puis entraîneur franco-ivoirien. Sélectionneur de l'équipe de Côte d'Ivoire de 1992 à 1993, de l'équipe de Nigeria en 1997, de l'équipe du Burkina Faso de 1997 à 1998, de l'équipe d'Afrique du Sud en 1998, de l'équipe du Japon de 1998 à 2002, de l'équipe du Qatar de 2003 à 2004 et de l'équipe du Maroc en 2005. Entraîneur de l'équipe du Japon, championne d'Asie de football 2000.
- 1956 :
  -  Ingrid Kristiansen, athlète de fond norvégienne. Championne du monde d'athlétisme du 10 000 m 1987. Championne du monde de cross-country en individuelle 1988. Championne d'Europe d'athlétisme du 10 000 m 1986.
- 1958 :
  - - Marlies Göhr, athlète de sprint est-allemande puis allemande. Championne olympique du relais 4 × 100 m aux Jeux de Montréal puis championne olympique du relais 4 × 100 m et médaillée d'argent du 100 m aux Jeux de Moscou 1980, médaillée d'argent du relais 4 × 100 m aux Jeux de Séoul 1988. Championne du monde d'athlétisme du 100 m et relais 4 × 100 m 1983. Championne d'Europe d'athlétisme du 100 m, médaillée d'argent du 200 m et de bronze du relais 4 × 100 m 1978 puis championne d'Europe d'athlétisme du 100 m te du relais 4 × 100 m 1982 et 1986.
  -  Marcel Pietri, judoka français, vice-champion d'Europe en 1986. double champion d'Europe par équipes en 1982 et 1986.
- 1959 :
  -  Hans Staub, cavalier suisse de dressage.
- 1960 :
  -  Ayrton Senna, pilote de F1 brésilien. Champion du monde de Formule 1 1988, 1990 et 1991. (41 victoires en Grand Prix). († 1er mai 1994).
- 1961 :
  -  Lothar Matthäus, footballeur puis entraîneur allemand. Champion du monde de football 1990. Champion d'Europe de football 1980. Vainqueur des Coupe UEFA 1991 et 1996. (150 sélections en équipe nationale). Sélectionneur de l'équipe de Hongrie de 2004 à 2005 puis de l'équipe de Bulgarie de 2010 à 2011.
- 1962 :
  -  Gilles Lalay, pilote d'enduro et de rallye-raid français. Vainqueur du Rallye Dakar 1989. († 7 janvier 1992).
- 1966 :
  -  Kenny Bräck, pilote de courses automobile suédois.
  -  Hauke Fuhlbrügge, athlète de demi-fond allemand.
- 1967 :
  -  Ioánnis Sfairópoulos, entraîneur de basket-ball grec.
- 1970 :
  -  Franck David, véliplanchiste français. Champion olympique aux Jeux de Barcelone 1992.
- 1972 :
  -  Derartu Tulu, athlète de fond éthiopienne. Championne olympique du 10 000 m aux Jeux de Barcelone 1992 puis aux Jeux de Sydney 2000 et médaillée de bronze du 10 000 m aux Jeux d'Athènes 2004. Championne du monde d'athlétisme du 10 000 m 2001. Championne d'Afrique d'athlétisme du 3 000 m et du 10 000 m 1990 et 1992. Championne du monde de cross-country en individuelle 1995, championne du monde de cross-country en individuelle et par équipes 1997 et 2000, championne du monde de cross-country par équipes 2004.
- 1975 :
  -  Fabricio Oberto, basketteur argentin. Champion olympique aux Jeux d'Athènes 2004 puis médaillé de bronze aux Jeux de Pékin 2008.
  -  Vitaly Potapenko, basketteur puis entraîneur ukrainien.
  -  Mark J. Williams, joueur de snooker gallois. Champion du monde de snooker 2000 et 2003.
- 1978 :
  -  Éric Leblacher, cycliste sur route français.
  -  Pavel Trakhanov, hockeyeur sur glace russe. († 7 septembre 2011).
- 1980 :
  -  Eric Baumann, cycliste sur route allemand.
  -  Marit Bjørgen, fondeuse norvégienne. Médaillée d'argent du relais 4 × 5 km aux Jeux de Salt Lake City 2002, médaillée d'argent du 10 km aux Jeux de Turin 2006, championne olympique du sprint, du 15 km classique et du relais 4 × 5 km, médaillée d'argent du 30 km classique et de bronze du 10 km libre aux Jeux de Vancouver 2010 puis championne olympique du sprint par équipes, du 15 km skiathlon et du 30 km départ en ligne aux Jeux de Sotchi 2014. Championne du monde de ski de fond du sprint 2003, championne du monde de ski de fond du 30 km, du sprint par équipes et du relais 4 × 5 km 2005, championne du monde de ski de fond du sprint, de la poursuite, du 10 km classique et du relais 4 × 5 km 2011, championne du monde de ski de fond du sprint, du relais 4 × 5 km, du 15 km skiathlon et du 30 km skiathlon 2013, championne du monde de ski de fond du sprint et du relais 4 × 5 km 2015 puis championne du monde de ski de fond du 10 km, du 15 km skiathlon, du 30 km départ en ligne et du relais 4 × 5 km 2017.
  -  Andrey Kashechkin, cycliste sur route kazkh.
  -  Ronaldinho, footballeur brésilien. Médaillé de bronze aux Jeux de Pékin 2008. Champion du monde de football 2002. Vainqueur de la Copa América 1999, de la Ligue des champions 2006 et de la Copa Libertadores 2013. (102 sélections en équipe nationale).
- 1981 :
  -  Sébastien Chavanel, cycliste sur route français.
  -  Leni Larsen Kaurin, footballeuse puis entraîneuse norvégienne. Victorieuse de la Ligue des champions féminine 2010. (98 sélections en équipe nationale).
  -  Teddy Ongoly, footballeur congolais. (5 sélections en équipe nationale).
- 1982 :
  -  Ejegayehu Dibaba, athlète de fond éthiopienne. Médaillée d'argent du 10 000 m aux Jeux d'Athènes 2004. Championne du monde de cross-country par équipes 2004.
  -  Aaron Hill, joueur de baseball américain.
  -  Klete Keller, nageur américain. Médaillé d'argent du 4 × 200 m nage libre et médaillé de bronze du 400 m nage libre aux Jeux de Sydney 2000 puis champion olympique du relais 4 × 200 m nage libre et médaillé de bronze du 400 m nage libre aux Jeux de Pékin 2008. Champion du monde de natation du relais 4 × 200 m nage libre 2005 et 2007.
- 1983 :
  -  Martina Hrašnová, athlète de lancers de marteau slovaque.
  - - Jean-François Montauriol, joueur de rugby à XV franco-italien.
- 1984 :
  -  Grégory Mallet, nageur français. Médaillé d'argent du relais 4 × 100 m nage libre aux Jeux de Pékin 2008 et médaillé d'argent du relais 4 × 200 m nage libre aux Jeux de Londres 2012. Champion du monde de natation du relais 4 × 100 m nage libre 2013. Champion d'Europe de natation du relais 4 × 100 m nage libre 2014.
  -  Franck Perera, pilote de courses automobile français.
- 1985 :
  -  Ryan Callahan, hockeyeur sur glace américain. Médaillé d'argent aux Jeux de Vancouver 2010.
- 1986 :
  -  Carlos Monasterios, joueur de baseball vénézuélien.
- 1987 :
  -  Antoni Maria, joueur de rugby à XIII français. (10 sélections en équipe de France).
  -  Rodolfo Torres, cycliste sur route colombien.
- 1988 :
  -  Marc García, footballeur andorran. (42 sélections en équipe nationale).
  -  Lee Kyung-Hwan, footballeur sud-coréen. († 16 avril 2012).
- 1989 :
  -  Jordi Alba, footballeur espagnol. Champion d'Europe de football 2012. Vainqueur de la Ligue des champions 2015. (50 sélections en équipe nationale).
  -  Tim Declercq, cycliste sur route belge.
  -  Natasha Hunt, joueuse de rugby à XV anglaise. Championne du monde de rugby à XV féminin 2014. (24 sélections en équipe nationale).
  -  Nicolás Lodeiro, footballeur uruguayen. Vainqueur de la Copa América 2011. (50 sélections en équipe nationale).
- 1990 :
  -  Andrew Albicy, basketteur français. (54 sélections en équipe de France).
- 1991 :
  -  Antoine Griezmann, footballeur français. Champion du monde football 2018. Vainqueur de la Ligue des nations 2021 ainsi que de la Ligue Europa 2018. (100 sélections en équipe de France).
  -  Milan Heča, footballeur tchèque.
- 1992 :
  -  Karolína Plíšková, joueuse de tennis tchèque. Victorieuse des Fed Cup 2015 et 2016.
  -  Kristýna Plíšková, joueuse de tennis tchèque.
  -  Sébastien Taofifénua, joueur de rugby à XV français.
- 1993 :
  - - Laurent Dos Santos, footballeur franco-portugais.
  -  Anthony Étrillard, joueur de rugby à XV français.
- 1994 :
  -  Kelly Dulfer, handballeuse néerlandaise. (70 sélections en équipe nationale).
- 1997 :
  -  Christian Vital, basketteur américain.
- 1998 :
  -  Miles Bridges, basketteur américain.
- 2000 :
  -  Reggie Perry, basketteur américain.
  -  Quinten Post, basketteur néerlandais.

### XXIesiècle
- 2002 :
  -  Thomas Vernoux, poloïste français.
- 2003 :
  - Fidel Ambríz, footballeur mexicain.
  - Lasse Günther, footballeur allemand.
  - Denis Višinský, footballeur tchèque.
- 2004 :
  -  Brent Liufau, joueur de rugby à XV français. Champion du monde junior de rugby à XV 2023.
  -  Charly Nouck, footballeur danois.
- 2005 :
  - Kazper Karlsson, footballeur suédois.
  - Calixte Ligue, footballeur suisse.

## Décès

### XXesièclede1901à1950
- 1915 :
  -  Frederick Winslow Taylor, 59 ans, joueur de tennis puis industriel américain. (° 20 mars 1856).
- 1940 :
  -  Felice Nazzaro, 58 ans, pilote de courses automobile italien. (° 4 décembre 1881).

### XXesièclede1951à2000
- 1956 :
  -  Fanny Durack, 66 ans, nageuse australienne. Championne olympique du 100 m nage libre aux Jeux de Stockholm 1912. (° 7 octobre 1889).
- 1976 :
  -  Wladimir Spider Sabich, 30 ans, skieur américain. (° 10 janvier 1947).
- 1982 :
  -  Raymond Talleux, 81 ans, rameur français. Médaillé d'argent du quatre avec barreur aux Jeux de Paris 1924. (° 2 mars 1901).
- 1990 :
  -  Lev Yachine, 60 ans, footballeur soviétique. Champion olympique aux Jeux de Melbourne 1956. Champion d'Europe de football 1960. (78 sélections en équipe nationale). (° 22 octobre 1929).

### XXIesiècle
- 2011 :
  - - Nikolai Andrianov, 58 ans, gymnaste soviétique puis russe. (° 14 octobre 1952).
  - - Ladislav Novák, 79 ans, footballeur puis entraîneur tchécoslovaque puis tchèque. (75 sélections en équipe nationale). (° 5 décembre 1931).
- 2013 :
  -  Pietro Mennea, 60 ans, athlète de sprint italien. Médaillé de bronze du 200 m aux Jeux de Munich 1972 puis champion olympique du 200 m et médaillé de bronze du relais 4 × 400 m aux Jeux de Moscou 1980. Champion d'Europe d'athlétisme du 200 m 1974 puis champion d'Europe d'athlétisme du 100 m et du 200 m 1978. (° 28 juin 1952).
  -  Aníbal Paz, 95 ans, footballeur uruguayen. Champion du monde de football 1950. Vainqueur de la Copa América 1942. (22 sélections en équipe nationale). (° 21 mai 1917).
- 2015 :
  -  Chuck Bednarik, 89 ans, joueur de foot U.S. américain. (° 1er mai 1925).
- 2017 :
  -  Jerry Krause, 77 ans, entraîneur de basket-ball américain. (° ? 1939).
  -  József Szécsényi, 85 ans, athlète de lancers de disques hongrois. (° 10 janvier 1932).